# Adam Svoboda
Adam Svoboda (26. ledna 1978 Brno – 7. května 2019 Srch) byl český hokejový brankář. Mimo Česko působil na klubové úrovni v Rusku, Německu, Švédsku a Kazachstánu. Jeho držení hole bylo levé. V dresu české reprezentace nastoupil k 32 zápasům. Byl mistr světa z Vídně a stříbrný medailista z Rigy. Jeho bratr Dalimil Svoboda byl rovněž hokejový brankář.
Počátkem roku 2019 byl Svoboda chycen policií při řízení v opilosti, nadýchal 1,8 promile. Kvůli této události skončil v realizačním týmu A-mužstva klubu HC Dynamo Pardubice, kde působil na pozici trenéra brankářů, i jako manažer České hokejové reprezentace do 18 let. Dne 7. května 2019 spáchal sebevraždu oběšením. V roce 2025 vstoupil do klubu legend české extraligy 

## Jednotlivé sezóny
- 1995–1996 HC Kometa Brno – junioři
- 1996–1997 HC Sparta Praha (ELH)
- 1997–1998 HC IPB Pojišťovna Pardubice (ELH)
- 1998–1999 HC IPB Pojišťovna Pardubice (ELH)
- 1999–2000 HC IPB Pojišťovna Pardubice (ELH)
- 2000–2001 HC IPB Pojišťovna Pardubice (ELH)
- 2001–2002 HC IPB Pojišťovna Pardubice (ELH)
- 2002–2003 HC ČSOB Pojišťovna Pardubice (ELH)
- 2003–2004 HC Moeller Pardubice (ELH)
- 2004–2005 Nürnberg Ice Tigers (DEL)
- 2005–2006 HC Moeller Pardubice (ELH), HK Lada Toljatti (Superliga), Timrå IK (SHL)
- 2006–2007 HC Moeller Pardubice (ELH), HC Slavia Praha (ELH)
- 2007–2008 HC Slavia Praha (ELH) – mistr ligy
- 2008–2009 HC Slavia Praha (ELH), Avangard Omsk (KHL)
- 2009–2010 Nürnberg Ice Tigers (DEL)
- 2010–2011 HC Eaton Pardubice (ELH), HC Chrudim (1. liga)
- 2011–2012 HC Plzeň 1929 (ELH)
- 2012–2013 HC Škoda Plzeň (ELH) – mistr ligy, HC Berounští Medvědi (1. liga)
- 2013–2014 HC Slavia Praha (ELH), HC Berounští Medvědi (1. liga)
- 2014–2015 HC Slavia Praha (ELH)
- 2015–2016 Mountfield HK (ELH), HC Stadion Litoměřice (1. liga)
- 2016–2017 HK Bejbarys Atyrau (Kazachstán)

## Reprezentace
Premiéra v reprezentaci: 8. listopadu 2001 Česko – Švédsko (Stockholm).
|                                   | Rok                                                     | Celkem | Soupisky                                                            |
| --------------------------------- | ------------------------------------------------------- | ------ | ------------------------------------------------------------------- |
| Mistrovství světa v ledním hokeji | MS 2005 · MS 2006 · MS 2007 7. místo · MS 2008 5. místo | 4x     | Soupiska MS 2005 Soupiska MS 2006 Soupiska MS 2007 Soupiska MS 2008 |